# ヨハン・バプティスト・フォン・エスターライヒ

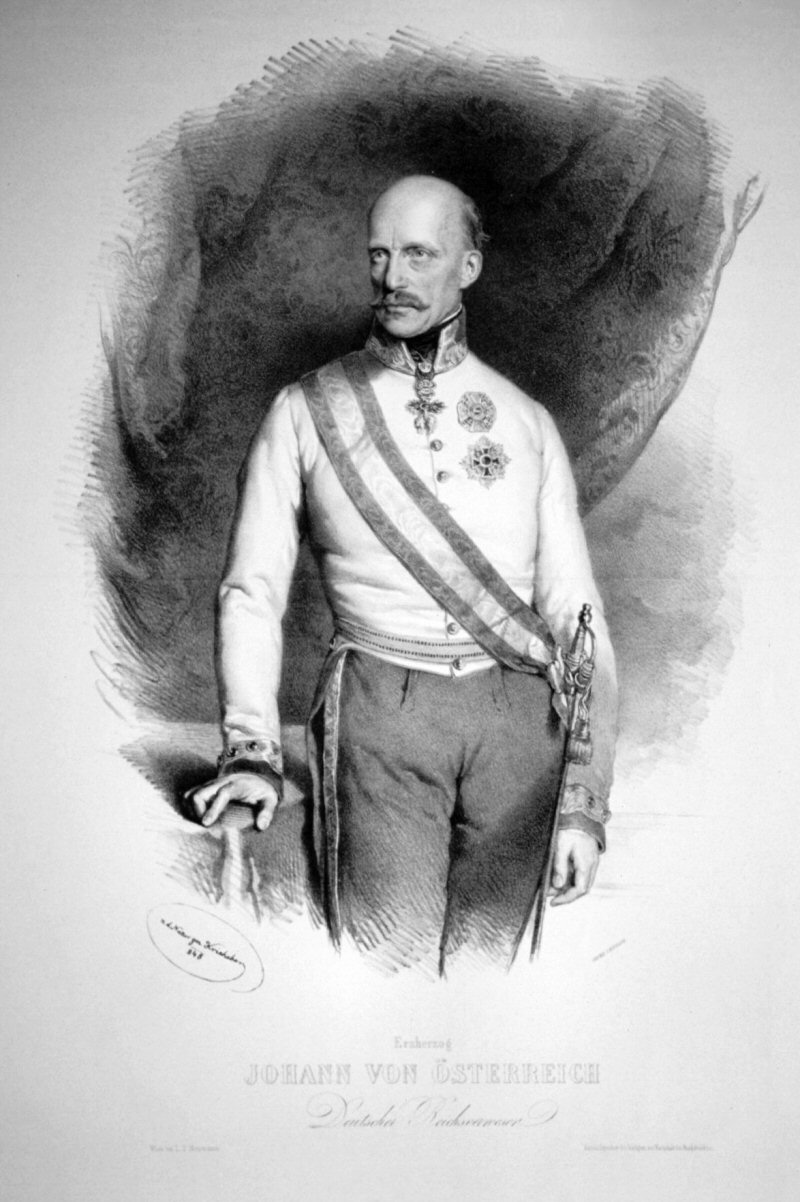
ヨハン大公

ヨハン・バプティスト・フォン・エスターライヒ（Erzherzog Johann Baptist von Österreich, 1782年1月20日 - 1859年5月11日）は、オーストリア帝国の軍人、皇族、1848年革命期のドイツ帝国摂政。全名はヨハン・バプティスト・ヨーゼフ・ファビアン・ゼバスティアン（Johann Baptist Joseph Fabian Sebastian）。ヨハン大公として知られる。「アルプス王」「シュタイアーマルクのプリンス」とも呼ばれ、民衆からも慕われた。

## 生涯
女帝マリア・テレジアの三男であるトスカーナ大公レオポルド（後の皇帝レオポルト2世）とその妃であるスペイン王女マリア・ルドヴィカの13番目の子としてフィレンツェで生まれた。兄たちのうち皇帝となるフランツ2世よりも、有能な軍人であるカール大公に親近感や憧れを抱いていたという。
皇帝フランツ2世は平凡な人物であり、有能なヨハンを疎んでいた。特に軍人向きではないヨハンを戦場へ送り出し、ヨハンは多くの兵士を死なせたことに深く傷ついたという。また、平民出身の兵士らと接触したことで宮廷や貴族の生活を嫌うようになる。
貴族社会よりも山岳を愛し、スイス出身の芸術家の影響でスイスに傾倒するが、やがて自国のチロル地方にも同様に美しい風景があることに気づく。非常に活動的でまた庶民的な人柄であり、シュタイアーマルク州の農業、鉱工業、林業を繁栄へと導き、その他にも学校や病院の開設を進めた。1809年のチロル動乱のおりには民衆の味方でもあった。1811年には、自然科学の研究と技術教育を目的としたグラーツにヨアネウムを設立した。
宮廷に精神的な居場所がなかったことや、貴族の生活に疑問を抱いていたこともあり、長らく結婚することはなかったが、1819年に当時15歳の平民の娘アンナ・プロッフルとトプリッツ湖畔で偶然出会い、清楚な彼女に魅了された。次にあったときから交際をはじめ、彼女を真剣に愛するようになる。1822年に病に陥ったときアンナの存在の大きさを痛感し結婚を決意。疎遠であった皇帝フランツ2世に面会し、一度は結婚許可を得るが、貴賤結婚であるため皇族・貴族等が猛反発し、最終的に当面話題にしないことを約束した。その後ブラントホーフの館で「家政婦」という名目のアンナと生活を共にする。1829年2月、皇帝からの正式な許可が下り、身分差と22歳の年齢差を越えて結婚した。
子宝にはなかなか恵まれず、自身の年齢のこともあり半ば諦めていたが、1839年に男児フランツ（1839年 - 1891年）が誕生した。大公は一人息子に相応しい爵位と地位を願い、メッテルニヒとの折衝を重ね、フランツは「メラン伯爵」の称号及び国家からの贈与金を得ることとなる。なお、この交渉の成功の背景には、将来的にメッテルニヒが窮地に陥った時にヨハンに助力を求めたいという打算があったともされる。
この時代に活発化した産業教育や社会福祉の遠大な先覚者として広く知られ、民衆から慕われた。山登りで鍛えた健脚もありおおむね健康であったが、大公の加齢につれアンナが領地の管理を引き受けるようになった。1859年、大公は77歳で死去した。大甥にあたるフランツ・ヨーゼフ1世やエリーザベト皇后らもその死を惜しんだという。アンナも1885年に死去し、南チロルのシェーナに2人揃って埋葬されている。
大公の死後、地元の人たちが大公を偲んでいつともなく歌いだしたといわれている歌に「ヨハン大公のヨーデル」（Erzherzog Johann Lied）がある。この歌は日本においても大変有名で、この歌が入っているかどうかでレコードの売れ行きが全く違ったほどである。